# Albany (Ohio)
Albany es una villa ubicada en el condado de Athens en el estado estadounidense de Ohio. En el Censo de 2010 tenía una población de 828 habitantes y una densidad poblacional de 253,12 personas por km².

## Geografía
Albany se encuentra ubicada en las coordenadas 39°13′29″N 82°11′54″O / 39.22472, -82.19833. Según la Oficina del Censo de los Estados Unidos, Albany tiene una superficie total de 3.27 km², de la cual 3.23 km² corresponden a tierra firme y (1.19%) 0.04 km² es agua.

## Demografía
Según el censo de 2010, había 828 personas residiendo en Albany. La densidad de población era de 253,12 hab./km². De los 828 habitantes, Albany estaba compuesto por el 98.31% blancos, el 0.12% eran afroamericanos, el 0.12% eran amerindios, el 0.72% eran asiáticos, el 0% eran isleños del Pacífico, el 0.36% eran de otras razas y el 0.36% pertenecían a dos o más razas. Del total de la población el 1.57% eran hispanos o latinos de cualquier raza.